# چومیچ
چومیچ (به صربی: Čumić) یک منطقهٔ مسکونی در صربستان است که در Aerodrom واقع شده‌است. چومیچ ۱٬۶۰۰ نفر جمعیت دارد.